# Judo aux Jeux olympiques de la jeunesse de 2018
Navigation
Édition précédente Édition suivante
Les épreuves de judo aux Jeux olympiques de la jeunesse de 2018 ont lieu au Parque Olímpico de la Juventud de Buenos Aires, en Argentine, du 7 au 10 octobre 2018.
Une épreuve par équipe est organisée en clôture avec une équipe composée de quatre garçons et quatre filles de nationalité différentes dans chaque continent, soit un judoka de chaque catégorie.

## Podiums

### Compétition Garçons
| Événement | Or               | Argent             | Bronze                              |
| --------- | ---------------- | ------------------ | ----------------------------------- |
| -55 kg    | Artsiom Kolasau  | Temuujin Ganburged | Oleh Veredyba Daniel Leutgeb        |
| -66 kg    | Vugar Talibov    | Abrek Naguchev     | Antonio Tornal Javier Peña Insausti |
| -81 kg    | Adrian Sulca     | Martin Bezdek      | Keagan Young Mark van Dijk          |
| -100 kg   | Bekarys Saduakas | Ilia Sulamanidze   | Ömer Aydın Zsombor Veg              |

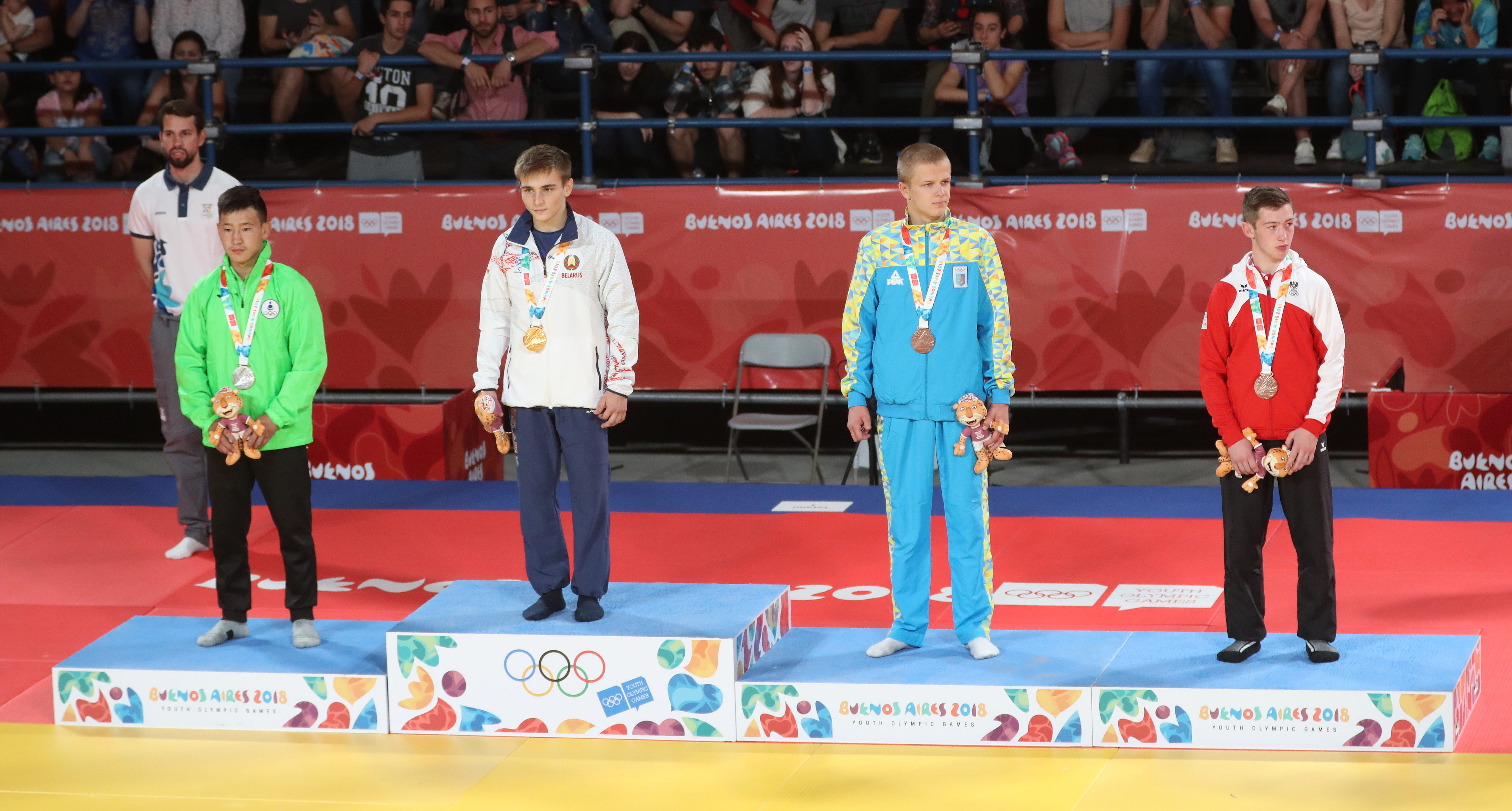
55 kg
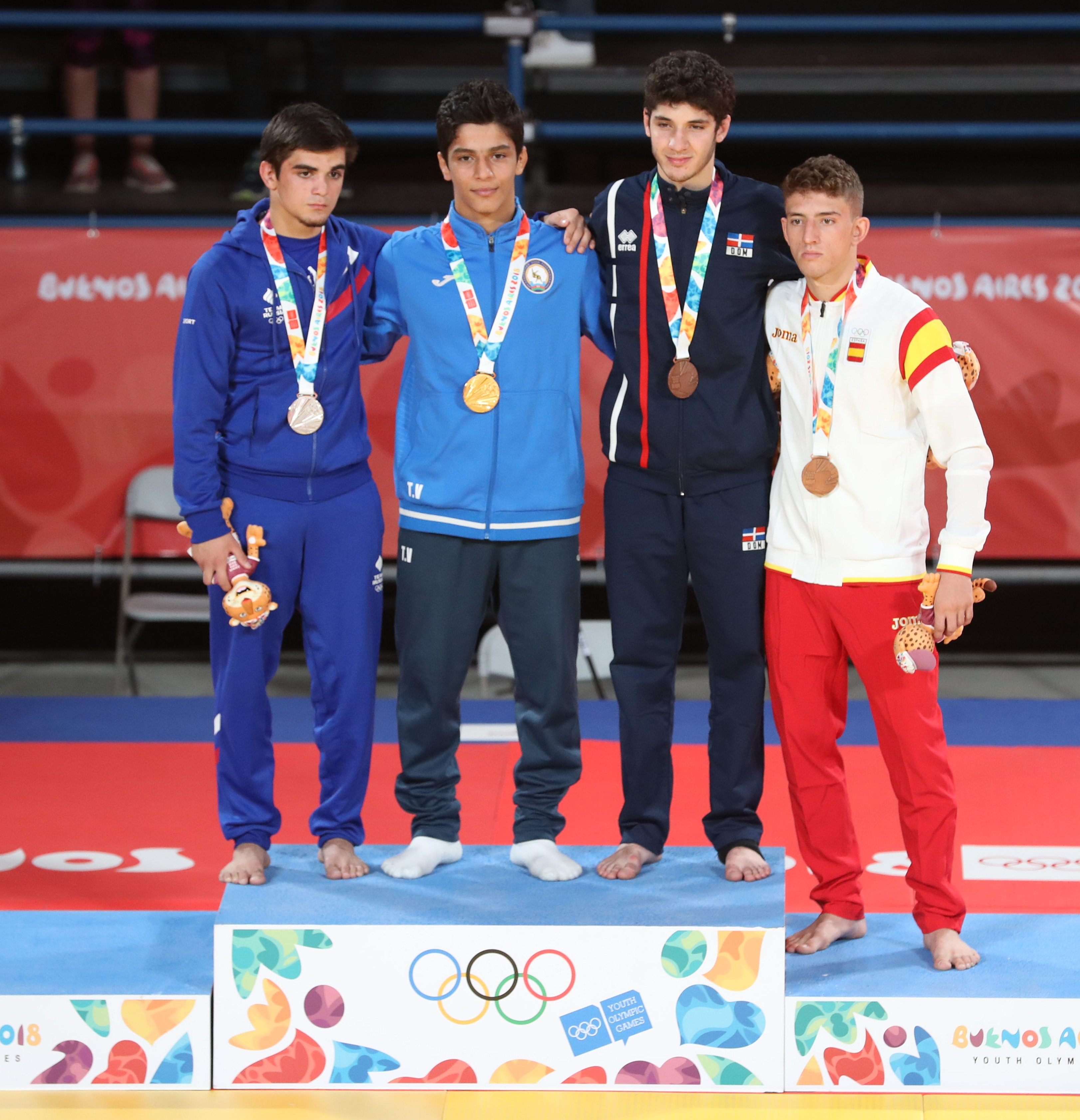
66 kg

### Compétition Filles

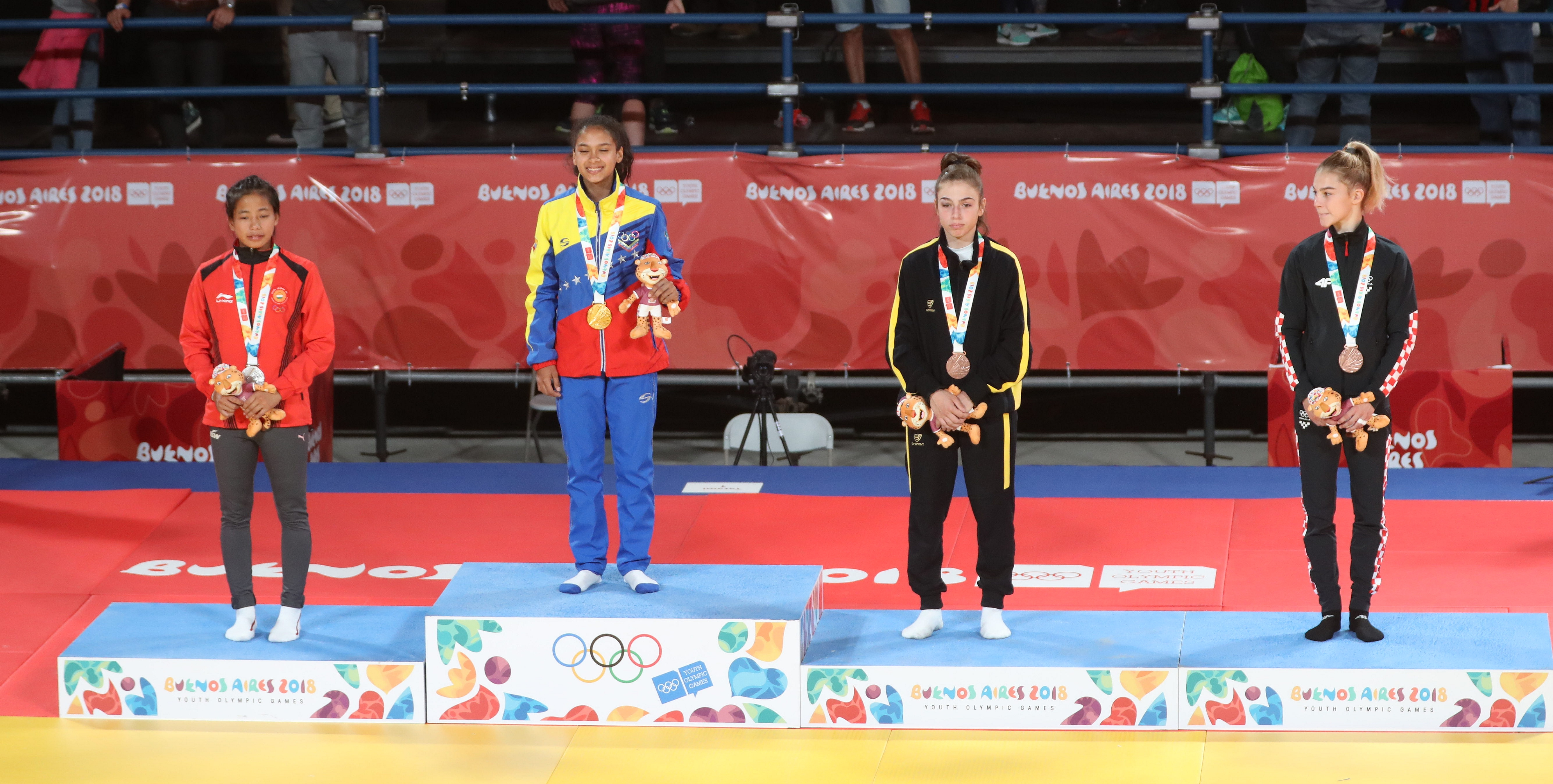
44 kg

| Event   | Or              | Argent                  | Bronze                                     |
| ------- | --------------- | ----------------------- | ------------------------------------------ |
| -44 kg< | María Giménez   | Tababi Devi Thangjam    | Erza Muminoviq Ana Viktorija Puljiz        |
| -52 kg  | Irena Khubulova | Sosorbaram Lkhagvasüren | Nahomys Acosta Batte Nilufar Ermaganbetova |
| -63 kg  | Szofi Özbas     | Mariem Khelifi          | Alessia Corrao Kim Ju-hee                  |
| -78 kg  | Raffaela Igl    | Margarita Gritsenko     | Eduarda Rosa Metka Lobnik                  |

- 44 kg

### Compétition par équipe
13 équipes ont été composées, chaque équipe ayant été dénommée d'après une ville olympique : Sydney, Rio de Janeiro, Atlanta, Barcelone, Los Angeles, Séoul, Athènes, Nanjing, Pékin, Montréal, Londres, Moscou, Singapour.
Certaines équipes, dont l'équipe médaillée d'or, n'avait pas de concurrentes dans la catégorie des -100 kg féminin.
| Event      | Or | Argent | Bronze |
| ---------- | --- | --- | --- |
| par équipe | Pékin Artsiom Kolasau Liu Li-ling Jaykhunbek Nazarov Carlos Páez Itzel Pecha Ana Viktorija Puljiz Veronica Toniolo | Athènes Mireille Andriamifehy Martin Bezdek Juan Montealegre Juan el Mari Christi Rose Pretorius Tababi Devi Thangjam Marin Visser Anwar Zrhari | Rio de Janeiro Milana Charygulyyeva Yassamine Djellab Metka Lobnik Erza Muminoviq Abrek Naguchev Fleury Nihozeko Jamshed Sulaimoni Sultan Zhenishbekov |
| par équipe | Pékin Artsiom Kolasau Liu Li-ling Jaykhunbek Nazarov Carlos Páez Itzel Pecha Ana Viktorija Puljiz Veronica Toniolo | Athènes Mireille Andriamifehy Martin Bezdek Juan Montealegre Juan el Mari Christi Rose Pretorius Tababi Devi Thangjam Marin Visser Anwar Zrhari | Londres Noemi Huayhuameza Orneta Rachel Krapman Daniel Leutgeb Edith Ortiz Ahmed Rebahi Bekarys Saduakas João Santos Yangchen Wangmo                   |